# Мастодонт (элеватор)
«Мастодонт» (элеватор) — самое большое  в мире зернохранилище, построенное по принципу сруба. Было построено в городе Камень-на-Оби под руководством Юрия Васильевича Кондратюка в 1929 году.

## История элеватора

Комплексная зерносушилка, которую ошибочно считают зернохранилищем «Мастодонт»

В 1927 году по приглашению начальника Сибирской краевой конторы «Хлебопродукт» П. К. Горганова Юрий Васильевич Кондратюк переводится на работу в Новосибирск. После этого он строит еще ряд объектов в Бийске, Поспелихе, Шипуновке, проводит технический надзор и техническое руководство строительством всех хлебохранилищ Западной Сибири и Алтая.
В 30-е годы строились элеваторы канадского типа, требующие вагоны тёса, металла и гвоздей. Кондратюк предложил строить элеватор из рубленного леса по принципу русской избы, ведь это было намного дешевле. Проект одобрили и один из таких элеваторов построили в г. Камень-на-оби, его вместимость была больше в 7 раз чем элеваторов канадского типа. Новое зернохранилище было прозвано «мастодонтом» за его внешнее сходство с зверем с хоботом.
Это сооружение было уникально. Такого размера зернохранилища нет больше во всем мире.
Ю. В. Кондратюк непосредственно руководил строительством «мастодонта», а позднее бревенчатого причала и эстакады к элеватору, также рассчитанных, спроектированных и построенных лично под его руководством.

## Аресты

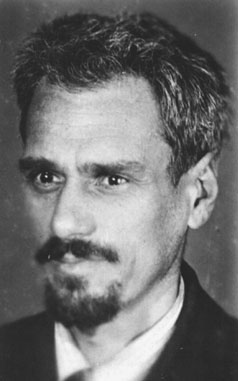
Кондратюк, Юрий Васильевич

Многих, кто работал над элеватором, впоследствии арестовали по обвинению во вредительстве. В их числе был репрессирован Юрий Васильевич Кондратюк. Поводом для ареста послужило то, что «Мастодонт» делался без использования гвоздей и чертежей, что, по мнению следователей, говорило в пользу ненадёжности элеватора и могло привести к потере более 10 тыс. тонн зерна.

## «Мастодонт» сейчас
В итоге «Мастодонт» простоял более 60 лет. В 1990-х годах случился пожар. От зернохранилища остались небольшие развалины, которые напоминают обо всем его былом величии.